# Joud Fahmy
Joud Fahmy (in arabo جود فهمي‎?; 20 febbraio 1994) è una judoka saudita.
Nel 2016 ha partecipato, grazie ad una wild card, ai Giochi olimpici di Rio de Janeiro ritirandosi al primo turno contro la maurtirsiana Christianne Legentil.